# 中老铁路
磨万铁路（中老鐵路老撾段、泛亞鐵路老撾段）是已建成的一条自中国云南省勐腊县磨憨站至老挝首都万象&ZeroWidthSpace的时速160公里的国铁Ⅰ級电气化單線铁路，設計時速為160公里，正線建築長度414.332公里，总投资约374亿元人民币，于2016年12月全线動工，2017年年中进入全面施工状态，于2021年12月3日正式开通，运营初期由老中铁路公司委托中国铁路昆明局集团有限公司运营维护。
该线路的北端通过玉磨铁路与磨憨的中国铁路系统相连。铁路终点在万象南货运站。磨万铁路是泛亞鐵路中线的一个组成部分，是“一带一路”倡议的一部分。

## 路線概要
中老铁路老挝段／中老铁路磨万段 于2021年12月2日竣工，翌3日開通，4日向公众開放。总距離422.4 km。其最高运行速度为160公里/小时（客运列车）和120公里/小时（货运列车）。它运营开往昆明南站的国际旅客列车，以及连接东南亚和中国各地的货运列车。
- 建設总額：374.3億元[8]
- 工期：2016-2021年（5年間60月）
- 設計時速：時速120 km/h（貨物）、160 km/h（旅客）、平地200 km
- 车站：共33座车站（21座信号站、11座客运站、1座货运站），其中主要车站5座（纳堆、孟赛、琅勃拉邦、万荣、万象），初期规划开放车站21座。
- 桥梁和隧道：桥梁167座，61.8公里（16.36％）；隧道75座，197.83公里（47.74％）（最长的隧道位于嘎西，长12,625米）[11]
- 据报道，该可行性研究由中铁二院工程集团进行[14]。

## 历史
- 關於連接中老兩国的鐵路的第一次溝通是在2001年，老撾和中國政界人士都在2009年共同確認了這一遠大計劃。後來因為各種原因，开工时间被推遲到2016年初。本鐵路按照中國國家铁路一級標準（客運：160 km/h、貨運：120 km/h）建造，於2016年12月25日在瑯勃拉邦開始施工。[15]
- 2017年12月12日，位于万象省境内，由中国电建水电十五局承建的旺门村二号隧道贯通，成为全线首个贯通的隧道。[16]
- 据老挝当地媒体《万象时报》引述老挝相关部门的说法称，截至2017年12月，中老铁路项目建设累计完成总工程量的20.3%，其中项目预计建设75座隧道，截至2017年12月全线已开凿隧道53座。已开凿隧道总长度为37314米，占项目总隧道长度的18.8%。此外，项目计划建设的167座桥梁中，47座桥梁正在施工。完工日期也进行了适当调整，由原定的2021年12月31日调整为2021年12月2日，在老挝人民民主共和国成立46周年纪念日之际完工。 [17]
- 2018年10月28日上午，位于老挝琅南塔省境内，由中铁五局承建的纳堆一号隧道胜利贯通，隧道全长1158米是本线首个贯通的千米以上隧道。[18]
- 2019年2月9日，由中铁二局承建，位于万象的磨万铁路全线最长桥梁——楠科内河特大桥开始架梁施工，预计当年6月3日完工[8]。
- 2019年3月21日上午，由中铁五局承建的磨万铁路首座5,000米以上的长大隧道——全长6453.5米的磨丁隧道贯通，当日中老双方举行简短仪式庆祝[19]。
- 2020年4月7日，玉溪至磨憨段开始铺轨。[20]
- 2020年7月3日中老铁路万象站站房开工。万象站是中老铁路全线目前新建的20座客货运站房中，面积最大的站房，站房建筑面积为14543㎡，设计规模为4台7线（含正线），预留2台3线，站房设于正线南侧，长220公尺，宽90公尺，高25公尺，车站最高设计聚集人数2,500人。中铁建设集团承建中老铁路站房工程2标和3标，包含首都万象站和琅勃拉邦站在内的14个客货运站房、生产生活房屋、调度中心房屋及总部基地等工程，中标金额合计约9亿元人民币。该工程预计2021年底具备通车条件。
- 2020年9月13日，中老铁路友谊隧道贯通[21]。2020年12月29日上午10时30分，万象站至琅勃拉邦段完成铺轨。2021年10月12日，中老铁路全线铺轨完成。[22]
- 2021年12月3日，中老铁路老挝段开通，时速160km/h的动车组投入使用。[23]
- 2022年4月13日，时速120km/h的普速列车投入使用。[24]
- 2022年11月1日，孟赛站开办货运业务，中老铁路货运站全部启用。
- 2022年12月4日，在Google play商店推出在线购票App“LCR Ticket”，并于年底前推出苹果iOS版[25]。
- 2023年4月13日，中老铁路正式开始开通国际旅客列车。初期使用“复兴号”“澜沧号”动车组每日开行一对昆明南至万象的朝发夕至列车（D887/888次），单程包括通关用时10小时30分。全程票价为二等542元人民币，一等864元人民币。可在LCR Ticket购票。D887次列车（即昆明-万象方向）亦可在中国铁路12306（网站和客户端）购买，但D888次（即万象-昆明方向）不可在此购买[26]

## 經濟成效
根據兩國媒體的報導顯示，在铁路开通後貨物運輸成本降低了約20％~40％，使到老撾在2022年1月的貿易實現了順差4100萬美元，前年同月則為逆差1000萬美元。
截至2023年1月5日，中老铁路累计发送旅客突破900万人次，其中中国段发送旅客754万人次，老挝段发送旅客146万人次。
截至2023年1月10日，中老铁路累计发送货物突破1300万吨。其中，中国段发送货物1044万吨，老挝段发送285万吨，跨境货物运输246万吨。
2023年一季度，中老铁路老挝段发送旅客67万人次，同比增长260%。一季度，中老铁路老挝段累计开行货物列车1145列，同比增长141%；发送货物121万吨，同比增长286%。

## 未来扩展
由于该线路与现有的从曼谷到塔纳楞的泰国东北线线路使用不同的轨距，因此无法直接运行进入泰国。2022年7月1日，万象南站換裝場正式建成投用，换装场连接准轨万象南站和米轨塔納楞站，实现泰国铁路和中国铁路网乃至中欧班列的互通。
此外，线路的万象端最终将在一座新桥上穿过湄公河，与曼谷－廊开高速铁路会合。

## 融資
該項目的成本估計為59.5億美元，由老撾直接融資12％，中國為28％，其餘60％由貸款融資。
鐵路采用雙方合作建設和管理方式（BOT），特許經營期50年。

## 基礎設施
磨万铁路全长422.441公里，隧道75座，总计196.755公里，占比46.57%，超9,000米长隧有9,592米的中老友谊隧道（中国境内7,162米、老挝境内2,430米）、9,384米的森村二号隧道、9,296米的那科村隧道。桥梁167座61.814公里，占比14.9％，跨湄公河特大桥两座，分别是1,652米的班那汉特大桥和1,459米的琅勃拉邦特大桥。沿線有32個計劃站點。終點站是万象南站，位于塔納楞站东侧。

## 车站
| 站名 | 站名   | 站名 | 车站类型及等级  | 地理位置   | 铁路里程 (km) （自国境接驳点） | 接驳路线／车站                |
| 中文 | 老挝语 | 英文 | 车站类型及等级  | 地理位置   | 铁路里程 (km) （自国境接驳点） | 接驳路线／车站                |
| --- | ------ | ---- | --------------- | ---------- | ------------------------------ | ----------------------------- |
| 磨万铁路 |        |      |                 |            |                                |                               |
| 磨丁站 |        |      | 客运站          | 琅南塔省   | 3.020                          | 中铁磨憨站（玉磨铁路）        |
| 纳堆站 |        |      | 客运站 重要车站 | 琅南塔省   | 15.400                         |                               |
| 纳磨站 |        |      | 客运站          | 乌多姆塞省 | 30.940                         |                               |
| 纳通站 |        |      | 货运站          | 乌多姆塞省 | 40.675                         |                               |
| 孟赛站 |        |      | 客运站 重要车站 | 乌多姆塞省 | 69.550                         |                               |
| 纳科站 |        |      | 货运站          | 乌多姆塞省 | 99.490                         |                               |
| 孟阿站 |        |      | 客运站          | 乌多姆塞省 | 115.720                        |                               |
| 慧汉站 |        |      | 会让站          | 乌多姆塞省 | 136.600                        |                               |
| 琅勃拉邦站 |        |      | 客运站 重要车站 | 琅勃拉邦省 | 170.200                        |                               |
| 香恩站 |        |      | 货运站          | 琅勃拉邦省 | 179.150                        |                               |
| 普昆站 |        |      | 会让站          | 琅勃拉邦省 | 211.620                        |                               |
| 嘎西站 |        |      | 客运站          | 万象省     | 240.090                        |                               |
| 帕当站 |        |      | 货运站          | 万象省     | 268.250                        |                               |
| 万荣站 |        |      | 客运站 重要车站 | 万象省     | 285.100                        |                               |
| 万基站 |        |      | 货运站          | 万象省     | 312.175                        |                               |
| 蓬洪站 |        |      | 客运站          | 万象省     | 344.575                        |                               |
| 蓬宋站 |        |      | 货运站          | 万象省     | 374.650                        |                               |
| 万象北站 |        |      | 货运站          | 万象首都市 | 390.050                        |                               |
| 万象站 |        |      | 客运站 重要车站 | 万象首都市 | 408.240                        |                               |
| 万象南站 |        |      | 货运站          | 万象首都市 | 421.160                        | 泰铁塔纳楞站（东北线 (泰国)） |
| 附註 |        |      |                 |            |                                |                               |
| 在开通运营初期，磨丁、孟赛、琅勃拉邦、万荣、蓬洪、万象可以办理客运业务，琅勃拉邦站、万象南站可以办理货运业务。 |        |      |                 |            |                                |                               |

## 车辆
- 磨万铁路澜沧号电力动车组：2020年4月7日，磨万铁路的运营方老中铁路有限公司正式开始进行列车招标计划，该招标计划使用2组时速160公里动力集中动车组，最后由中国中车集团的复兴号CR200J型电力动车组中标[36]。2021年10月16日，由中国中车集团制造的两组复兴号CR200J型动车组动车组运抵老挝首都万象的万象火车站，正式交付老中铁路公司。其中，第一组列车被命名为“澜沧号”车组号L9401，编组9辆，最大核载720人[37]。第二组命名为“老挝芦笙号”，车组号L9402，编组与载客量与“澜沧号”相同。
- 和谐3C型电力机车：磨萬鐵路引進了17輛HXD3CA電力機車，以牽引貨運列車以及普速列车。[38]首批2輛HXD3CA已於2021年9月21日以甲種運送方式，經由昆明站送抵老撾，而其餘機車也於同年10月底全部送達。
- 中国铁路25G型客车：时速120km/h的普速列车车厢。首列普速列车包含14节硬座车厢和1节软卧车厢。[39]
- 东风7G型柴油机车：[40]
- 东风4B型内燃机车：[41]
- 和谐3型内燃机车：[42]

## 列车
磨万铁路开通后，初期每日开行昆明至万象南间的跨境货物列车2对，万象至磨丁间每日开行动车组列车2对。
2022年4月13日，中老铁路老挝段首开时速120公里的K11/12次普速旅客列車，同步加开2列万象至琅勃拉邦间、2列万象至孟赛间动车组列车。
2023年4月13日，中老铁路开通国际旅客列车。初期使用“复兴号”“澜沧号”动车组每日开行一对昆明南至万象的朝发夕至列车（D887/888次）。
2023年11月13日，中老铁路首次开行北京至万象旅游专列，该列车经京广、沪昆铁路运行，到达昆明后沿中老铁路抵达老挝万象，全程运行15天。